# Михайловка (Владимирский район)
Михайловка (укр. Михайлівка) — село в Затурцевской сельской общине Владимирского района Волынской области Украины.
До 2020 года входило в Локачинский район.
Код КОАТУУ — 0722481203. Население по переписи 2001 года составляет 227 человек. Почтовый индекс — 45510. Телефонный код — 3374. Занимает площадь 0,6 км².